# 天主教尚古古教區
天主教尚古古教區（拉丁語：Dioecesis Cyanguguensis）是盧旺達一個羅馬天主教教區，屬基加利總教區。
教區成立於1981年11月5日，位於該國西部省南部。2006年有教友297,281人（佔轄區總人口48.5%）、十一個堂區、卅六名司鐸。現任教區主教為讓·達馬瑟納·比梅尼馬納。